# Национален конгрес (Хондурас)
Вижте пояснителната страница за други значения на Национален конгрес.
Националният конгрес (исп. Congreso Nacional) е държавният орган в Хондурас, който упражнява законодателната власт в страната. Последните парламентарни избори в Хондурас се провеждат през ноември 2005 г.
Хондураският парламент е еднокамарен и се състои от 128 депутата с мандат от четири години, избирани по департамент на базата на пропорционалната избирателна система. До 1997 г. местата на партиите в парламента се определят пропорционално от подкрепата, оказвана на кандидите в успоредно провежданите президентски избори. Оттогава обаче се провеждат отделни избори за представителите на законодателната власт и отделни за представителите на изпълнителната власт на национално и местно равнище.
Заседанията на Националния конгрес се провеждат в сградата Паласио Легислативо в центъра на столицата Тегусигалпа.
Резюме на резултатите от последните парламентарни избори в Хондурас, проведени на 27 ноември 2005 г.:
- Хондураска либерална партия – 62 места
- Хондураска национална партия – 55 места
- Партия на демократичното обединение – 5 места
- Хондураска християндемократическа партия – 4 места
- Партия на иновациите и единството – 2 места

Избирателната активност на тези избори е 45,97% (гласували са 1 833 710 души при общ брой избиратели 3 988 605 души).